# Steve Hackett
Stephen Richard "Steve" Hackett (London, 1950. február 12. –) brit dalszerző és gitáros. Kiemelkedő sikereket ért el az angol progresszív rockot játszó Genesis tagjaként, ahová 1970-ben csatlakozott, s hat stúdiólemezen szerepelt. Emellett 1970-től kezdve szólólemezeket is kiadott.
1986-ban aztán megalapította a GTR nevű zenekarát Steve Howe segítségével, aki a Yes és az Asia tagjaként vált híressé. Még az alapítás évében kiadták első (egyetlen) lemezüket, mely a Billboard 200 toplistájának a #11 helyét érte el. Az album leghíresebb száma a "When the Heart Rules the Mind" pedig bekerült a Top20-ba. 1987-ben aztán az együttes felbomlott Hackett kilépésével.
A GTR elhagyása után folytatta szólókarrierjét, s így több lemezt is kiadott. Az ekkori zenei stílusát a világzene, valamint a klasszikus muzsika jellemezte. Az ő gitárjátéka olyan zenészeket inspirált mint Alex Lifeson, vagy éppen Brian May. Visszatérő vendégzenésze a magyar Djabe együttesnek.